# 約翰·斯圖亞特勛爵和他的兄弟伯納德·斯圖亞特勛爵
約翰·斯圖亞特勛爵和他的兄弟伯納德·斯圖亞特勛爵（Lord John Stuart and His Brother, Lord Bernard Stuart）是比利時畫家安東尼·凡·戴克創作的一幅大型油畫，創作於1638年。這幅真人大小的雙人肖像描繪了第三代倫諾克斯公爵埃斯梅·斯圖爾特的兩個最小的兒子：約翰·斯圖爾特勳爵（1621-1644年）和伯納德·斯圖爾特勳爵（1622-1645年），當時分別約17歲和16歲。這幅畫的尺寸為 237.5厘米×146.1厘米（93.5英寸×57.5英寸），自1988年以來一直被倫敦國家美術館收藏。
這幅畫描繪了兩個年輕人，左邊是第三代倫諾克斯公爵約翰·斯圖爾特勳爵的第六個兒子，右邊是他的第七個兒子伯納德·斯圖爾特勳爵（正如現代常見的那樣，國家美術館使用受法語影響的拼寫「Stuart」以他們家族的名字命名）。凡戴克也為他們的哥哥詹姆斯·斯圖爾特（後來的第四代倫諾克斯公爵和第一代里士滿公爵）畫了一幅肖像，現在收藏於大都會藝術博物館。